# Mohd Fauzi Nan
Mohd Fauzi Nan (ur. 20 stycznia 1980 w Pendang) – piłkarz malezyjski grający na pozycji obrońcy.

## Kariera klubowa
Karierę piłkarską Fauzi rozpoczął w klubie Kedah FA. W 2003 roku zadebiutował w jego barwach w pierwszej lidze malezyjskiej. Grał tam do końca 2004 roku, a na początku 2005 przeszedł do Selangoru MPPJ. Na początku 2007 roku ponownie zmienił klub i odszedł z Selangoru do Perlisu FA. W 2007 roku zdobył z nim Puchar Malezyjskiej Federacji Piłkarskiej, a w 2008 roku - Tarczę Dobroczynności. W latach 2011–2012 grał w Kedah FA, a w latach 2013-2015 w Negeri Sembilan FA

## Kariera reprezentacyjna
W reprezentacji Malezji Fauzi zadebiutował w 2006 roku. W 2007 roku został powołany do kadry na Puchar Azji 2007. Tam rozegrał 2 spotkania: z Chinami (0:5) i z Iranem (0:2).